# Осада Киева (968)
Осада Киева печенегами (968) — военная акция печенегов против столицы Киевской Руcи, предпринятая во время нахождения киевского князя Святослава на Дунае (см. Русско-византийская война (970—971)).
Описана в Повести временных лет. Согласно летописи, это было первое в истории нападение печенегов на Русь.

## История
Согласно летописи, в то время как князь Святослав Игоревич вёл кампанию против Болгарского царства, печенеги вторглись на Русь и осадили её столицу — Киев. Осаждённые страдали от жажды и голода. Люди иной стороны Днепра во главе с воеводой Претичем собрались на левом берегу Днепра.

### Подвиг молодого киевлянина
Доведённая до крайности, мать Святослава княгиня Ольга (которая находилась в городе со всеми сыновьями Святослава) решила передать Претичу, что сдаст город наутро, если Претич не снимет осаду, и начала искать способы связаться с ним.
Наконец, молодой киевлянин, свободно говоривший по-печенежски, вызвался выбраться из города и добраться до Претича. 

И сказал один отрок: «Я проберусь», и ответили ему: «Иди» (Повесть временных лет. Перевод Д.С.Лихачева).
Притворяясь печенегом, разыскивающим свою лошадь, он пробежал через их лагерь. Когда он бросился в Днепр и поплыл к другому берегу, печенеги поняли его обман и начали стрелять по нему из луков, но не попали.
Когда юноша, имя которого летопись не зафиксировала, добрался до Претича и сообщил ему об отчаянном положении киевлян, воевода решил внезапно переправиться через реку и вывезти семью Святослава, а если нет, погубит нас Святослав.

### Приход Претича

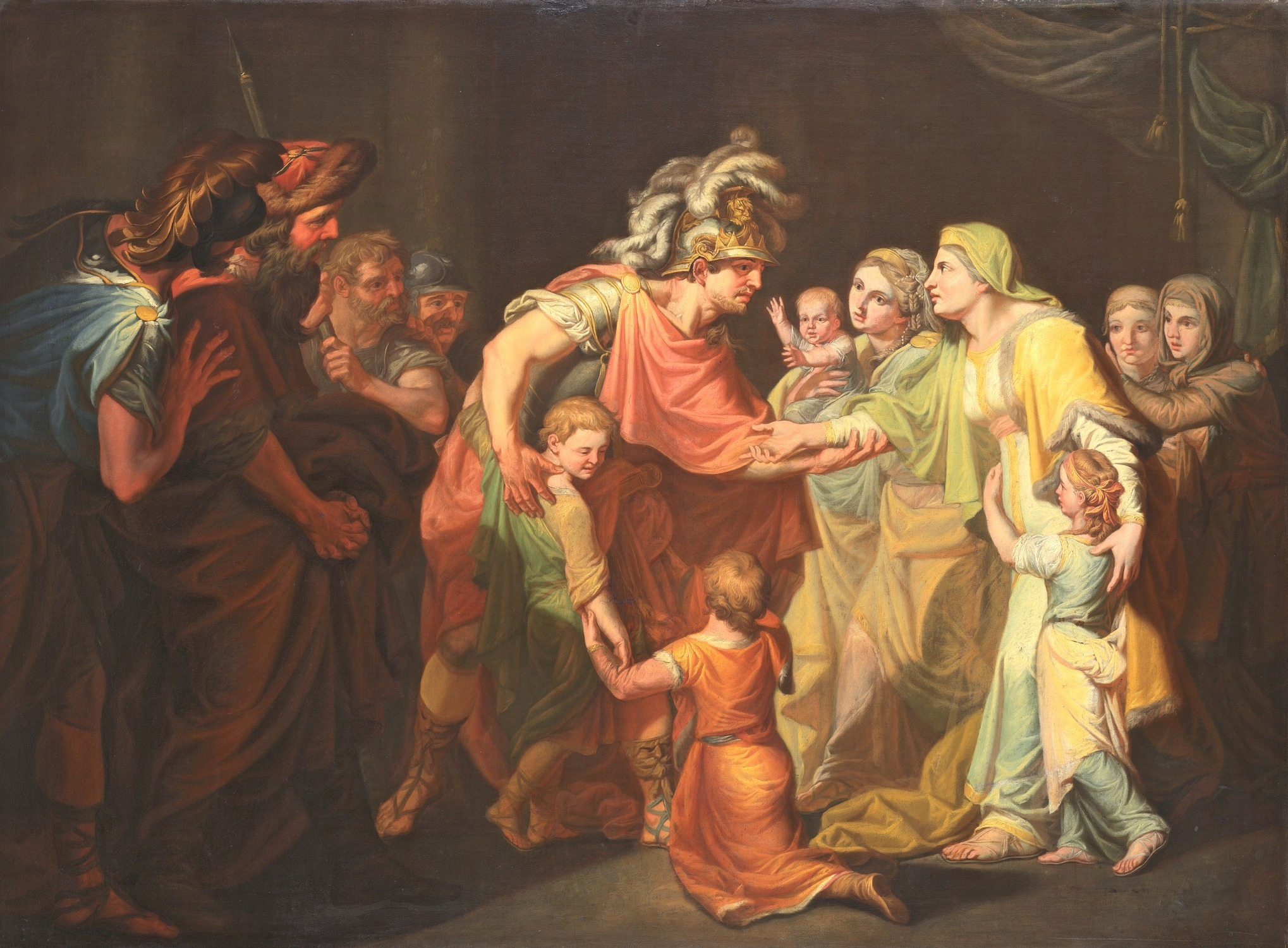
Иван Акимов, Великий князь Святослав, целующий мать и детей своих по возвращении с Дуная в Киев (1773). Третьяковская галерея.

Рано утром Претич и его дружина сели на свои корабли и высадились на правом берегу Днепра, трубя в трубы. Думая, что армия Святослава вернулась, печенеги сняли осаду. Ольга с внуками вышли из города к реке.
Предводитель печенегов вернулся, чтобы провести переговоры с Претичем, и спросил его, он ли Святослав. Претич ответил, что он лишь воевода, и его отряд — это авангард приближающейся армии Святослава. В знак мирных намерений правитель печенегов пожал руку Претичу и поменял своего собственного коня, меч и стрелы на броню Претича.
Между тем печенеги продолжали осаду, так что нельзя было коня напоить на Лыбеди. Киевляне послали Святославу гонца с известием о том, что его семью едва не пленили печенеги, и опасность Киеву по-прежнему сохраняется.
Святослав быстро вернулся домой в Киев и прогнал печенегов в поле. Годом позже Ольга умерла и Святослав сделал своей резиденцией Переяславец на Дунае (ныне в составе Румынии).

## В искусстве
Сюжет с подвигом молодого киевлянина пользовался популярностью в академическом искусстве XIX века, искавшем героические истории, подобные античным, в русских летописях.
Картина Андрея Иванова «Подвиг молодого киевлянина», написанная ок. 1810 года — один из первых образцов исторического жанра в русской живописи. Также полотна на этот сюжет в Академии писали Валентий-Вильгельм Ванькович, получивший за неё малую золотую медаль (1827 год, местонахождение неизвестно) и Федор Андрезен, получивший вторую золотую медаль (1827, местонахождение неизвестно). В 1865 году скульптуру на эту же тему создаст Матвей Чижов.

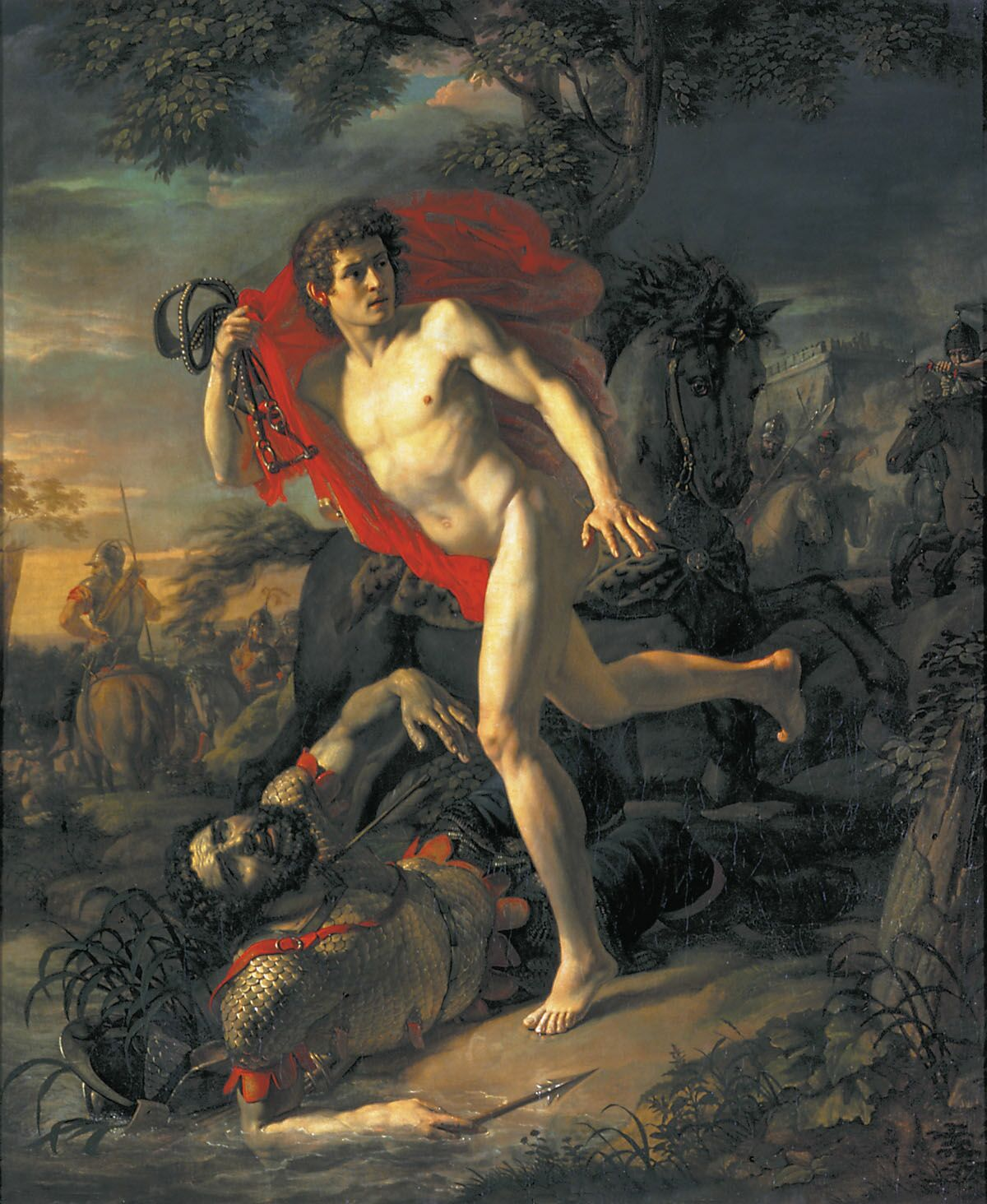
Андрей Иванов, "Подвиг молодого киевлянина" (ок. 1810). Русский музей.
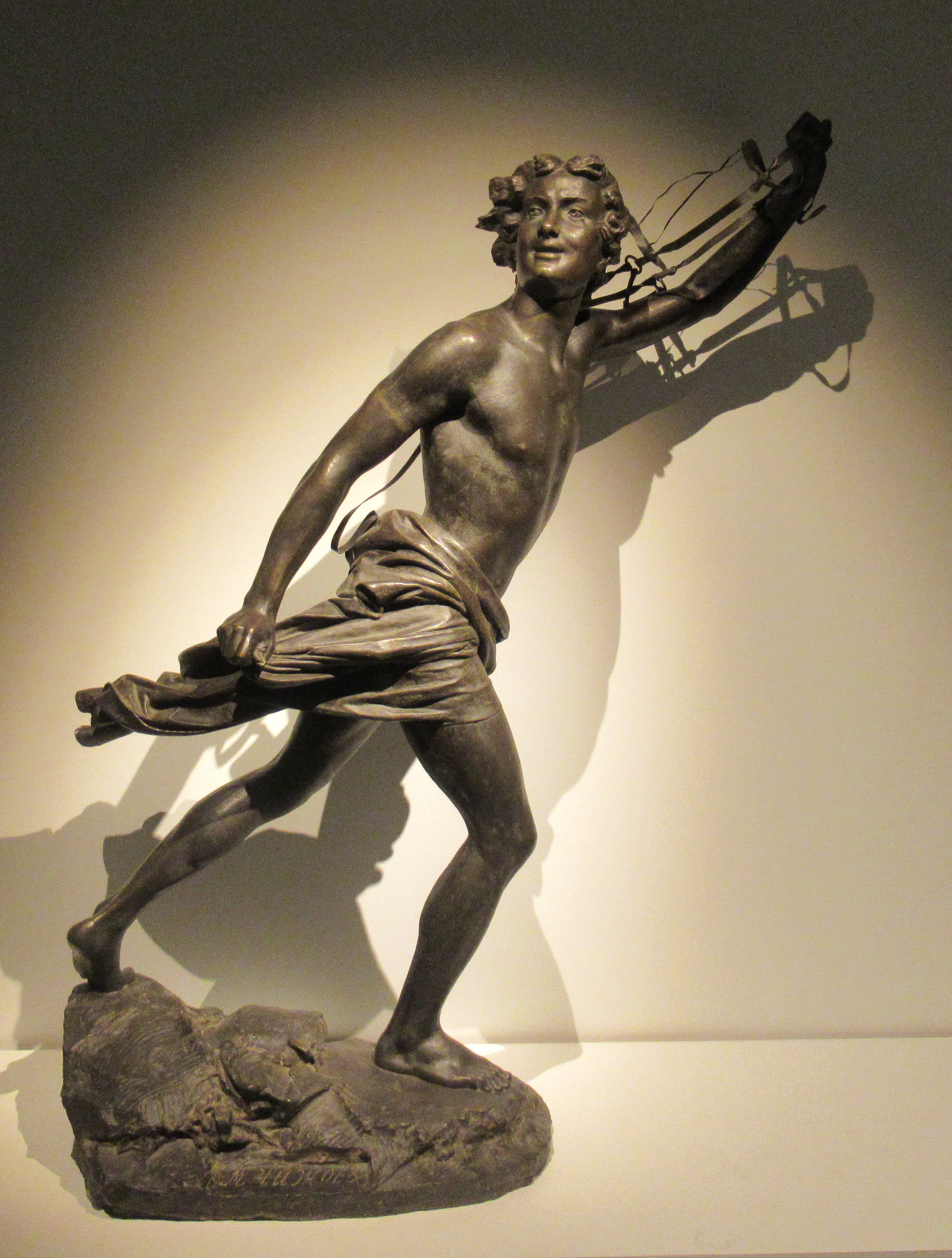
М. Чижов. "Киевлянин с уздечкой, пробегающий через лагерь печенегов". 1865